# Glueball

Diagramma di Feynman di una glueball

In fisica delle particelle, una glueball, o palla di colla, è una particella, in particolare un mesone esotico, che non contiene quark: è composta solo di gluoni. Questo stato è possibile perché i gluoni sono dotati di carica di colore e subiscono l'interazione forte, derivano dal carattere non abeliano della QCD (essendo la QED abeliana, i fotoni non mostrano un comportamento analogo). Le glueball sono estremamente difficili da identificare negli acceleratori di particelle, perché si mescolano con gli stati mesonici ordinari.
I calcoli teorici mostrano che le glueball dovrebbero esistere a intervalli di energia accessibili con gli attuali acceleratori. Tuttavia a causa delle difficoltà citate, non sono state ancora identificate, anche se sono al vaglio diversi candidati, osservati al Large Hadron Collider.

## Candidate sperimentali

### Candidati Glueball Vettore, pseudo-vettore, o tensore
- X(3020) osservata nella collaborazione BaBar è una candidata per lo stato eccitato di glueball J PC = 2-+, 1+- o 1-- gcon una massa di circa 3.02 GeV/c2.[1]

### Candidati Glueball scalari
- f0(500) conosciuta anche come σ – le proprietà di questa particella sono possibili a 1000 MeV o 1500 MeV[2]
- f0(980) - la struttura di questa particella composita è coerente con l'esistenza di una glueball leggera.[2]
- f0(1370) – l'esistenza d questa risonanza è discussa ma è una candidata per uno stato misto di glueball–mesone[2]
- f0(1500) – l'esistenza d questa risonanza è indiscussa ma il suo stato misto di glueball–mesone o di pure glueball pura non è stato stabilito.[2]
- f0(1710) – l'esistenza d questa risonanza è indiscussa ma il suo stato misto di glueball–mesone o di pure glueball pura non è stato stabilito[2]

## Pomerone e Odderone
Ad oggi si conoscono due tipologie di glueball: il Pomerone, teorizzata nel 1961 formata da un numero pari di gluoni e l'Odderone, teorizzata negli anni '70 e formata da un numero dispari di gluoni. Quest'ultima ha avuto conferma sperimentale nella sua versione a 3 gluoni e carica di colore neutra nel 2021
Nel 2024 è stata rilevata la X270.